# 레오넬 수아레즈

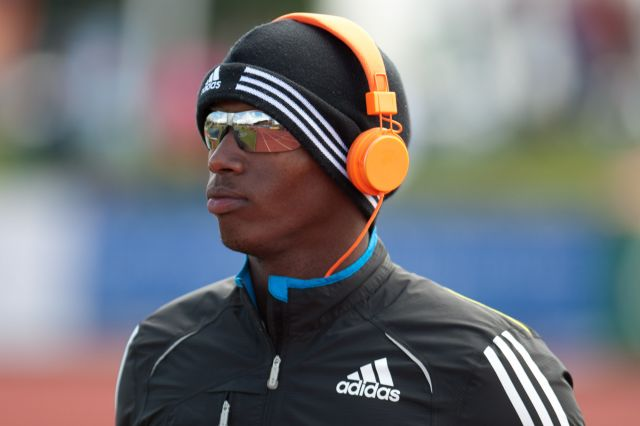

레오넬 수아레즈 파하르도(스페인어: Lonel Suárez Fajardo, 1987년 9월 1일 ~ )는 쿠바의 육상 선수이다. 그는 2008년 하계 올림픽과 2012년 하계 올림픽에서 동메달을 획득했고 2009년 세계 선수권 대회에서 은메달을 획득했다. 그는 2011년 세계 육상 선수권 대회에서 동메달을 가져가면서, 3회연속 국제 대회 메달을 획득했다.

## 경력
수아레즈는 2006년에 가비노 아조를라의 지시에 따라 훈련을 시작했다. 수아레즈는 2007년 팬아메리칸 게임에서 4위를 했다.
그는 2008년 베이징 올림픽에서 동메달을 땄다.
수아레즈는 2011년 세계 육상 선수권 대회 10종경기에서 8501점의 최종 점수로 동메달을 획득했다.